# Stark County, North Dakota
Stark County är ett administrativt område i delstaten North Dakota, USA, med 24 199 invånare. Den administrativa huvudorten (county seat) är Dickinson. 

## Geografi
Enligt United States Census Bureau har countyt en total area på 3471 km². 3466 km² av den arean är land och 5 km² är vatten. 

### Angränsande countyn
- Dunn County - nord
- Mercer County - nordöst
- Morton County - öst
- Grant County - sydöst
- Hettinger County - syd
- Slope County - sydväst
- Billings County - väst